# برایان آرمسترانگ
برایان آرمسترانگ (متولد ۲۵ ژانویه ۱۹۸۳) یک سرمایه‌گذار، مدیر اجرایی، میلیاردر آمریکایی، و  موسس صرافی ارزهای دیجیتال کوین‌بیس می‌باشد. او به دلیل دیدگاه‌اش بر عاری نگه داشتن محل کار از فعالیت‌های سیاسی مورد توجه رسانه‌ها قرار گرفت.

## اوایل زندگی و تحصیلات
آرمسترانگ در ۲۵ ژانویه ۱۹۸۳، در نزدیکی سن خوزه، کالیفرنیا در آمریکا به دنیا آمد. پدر و مادرش هر دو مهندس بودند. او در دبیرستان مقدماتی کالج بلارمین که یک مدرسه متوسطه خصوصی کاتولیک و مختص پسران بود، تحصیل کرد. آرمسترانگ در سال ۲۰۰۵ مدرک لیسانس دوگانه خود را در اقتصاد و علوم کامپیوتر از دانشگاه رایس گرفت و پس از آن در سال ۲۰۰۶ مدرک کارشناسی ارشد خود را در رشته علوم کامپیوتر دریافت کرد. زمانی که او در دانشگاه رایس بود، کسب و کاری را راه اندازی کرد که معلمان خصوصی را به دانش آموزان معرفی می‌کرد. پس از فارغ‌التحصیلی، برایان آرمسترانگ حین کار کردن برای یک شرکت فعال در حوزه آموزش، یک سال را در شهر بوینس آیرس، آرژانتین گذراند. زمانی که در بوئنوس آیرس بود، به‌طور مستقیم اثرات تورم را مشاهد کرد که چطور آرژانتین را در آن زمان تحت تأثیر قرار می‌داد.

## حرفهٔ کاری

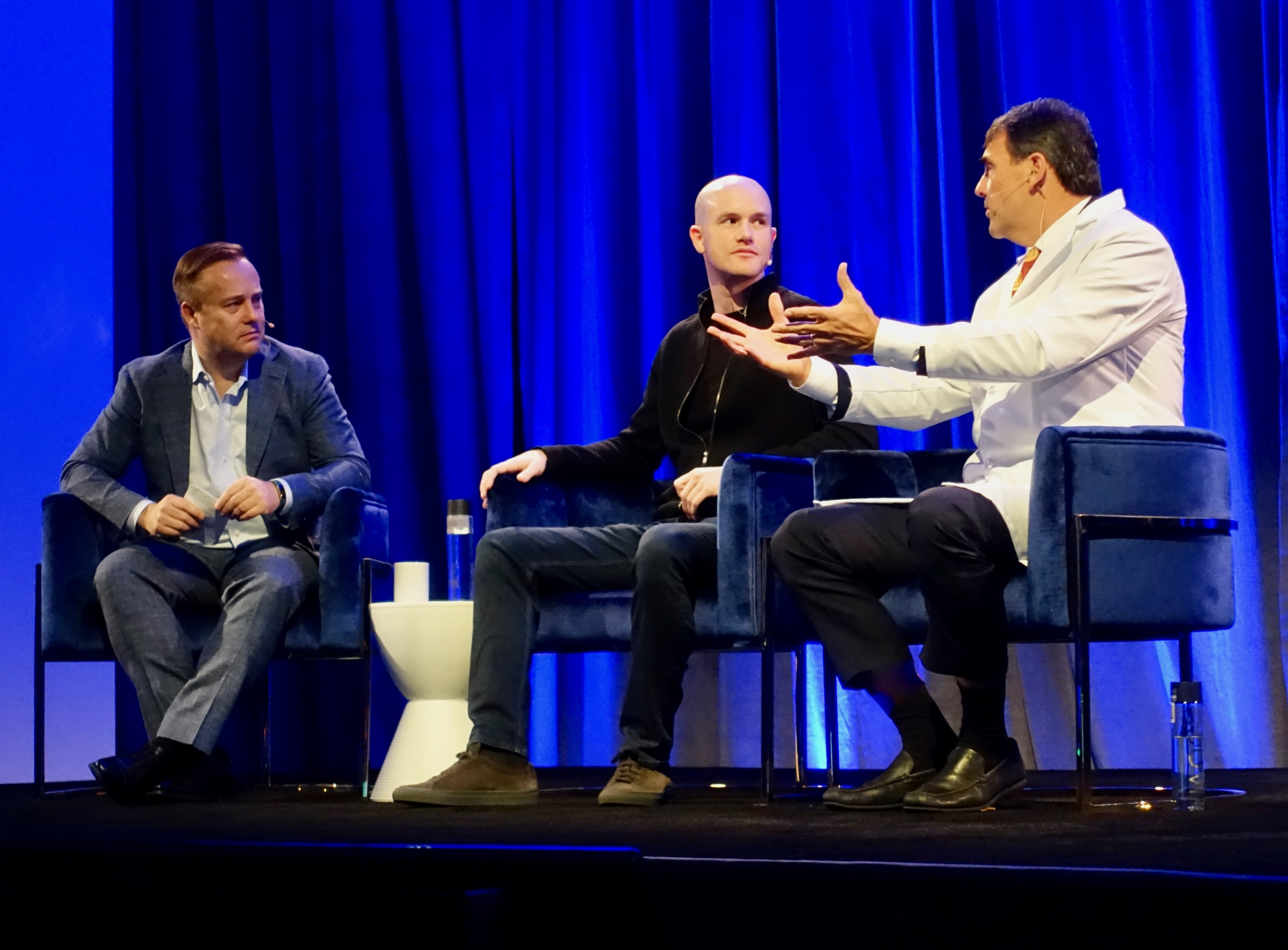
برایان آرمسترانگ

ابتدا حرفهٔ کاری برایان آرمسترانگ شامل کار به عنوان توسعه دهنده برای IBM و مشاور موسسه دیلویت بود. در سال ۲۰۱۰، او با اوراق سفید بیت‌کوین مواجه شد که توسط شخص یا گروهی با نام مستعار ساتوشی ناکاموتو منتشر شده بود. در سال ۲۰۱۱، او به عنوان مهندس نرم‌افزار در بازارگاه مجازی ایربی‌ان‌بی (Airbnb) مشغول به کار شد و همین او را در معرض سیستم‌های مالی پرداخت در ۱۹۰ کشوری که در آن زمان ایربی‌ان‌بی در آن‌ها فعال بود، قرار داد. هنگامی که او در ایربی‌ان‌بی مشغول به کار بود، مشکلات ارسال پول به آمریکای جنوبی را مشاهده می‌کرد. سپس او طی هفته‌ها و شب‌ها مشغول نوشتن کد به زبان‌های جاوااسکریپت و روبی برای خرید و ذخیره ارزهای دیجیتال شد، در سال ۲۰۱۲، او وارد شتاب‌دهنده استارت‌آپ وای کامبینیتر شد و مبلغ ۱۵۰ هزار دلار جهت سرمایه‌گذاری دریافت کرد که از آن برای تأمین مالی صرافی کوین‌بیس استفاده کرد. پست او در وب‌سایت هکر نیوز که به دنبال یک شریک موسس برای ورود به برنامه وای کامبینیتر بود، بعدها به یک پست وایرال و مشهور در هکر نیوز تبدیل شد. او در نهایت با هم‌ موسس خود، فرد اهرسام در یک زیرگروه (ساب‌ردیت) ردیت ملاقات کرد و گفته شده است به جهت پیدا کردن یک شریک موسس مناسب، بارها و بارها جلسات مصاحبه داشته است.

### کوین‌بیس
در سال ۲۰۱۲، آرمسترانگ و فرد اهرسام صرافی کوین‌بیس را به عنوان راهی برای خرید و فروش (ترید) بیت‌کوین و سایر رمزارزها برای علاقه مندان به دنیای ارزهای دیجیتال تأسیس کردند. آرمسترانگ اولین مدیرعامل آن بود. پس از اولین مرحله (راند) سرمایه‌گذاری در سال ۲۰۱۸، ارزش شرکت ۸٫۱ میلیارد دلار ارزیابی می‌شد و در دسامبر ۲۰۲۰، این شرکت به کمیسیون بورس و اوراق بهادار آمریکا (SEC) درخواست داد تا از طریق لیست شدن مستقیم به عرضه عمومی (DPO) تبدیل شود. پس از آن، ارزش بازار کوین‌بیس به ۸۵ میلیارد دلار افزایش یافت، و طبق گزارش مجله فوربز، تا تاریخ مه ۲۰۲۲، دارایی خالص آرمسترانگ، ۲٫۴ میلیارد دلار است.

### کتاب و مستند
برایان آرمسترانگ در سال ۲۰۱۴ در مستند آمریکایی ظهور و افزایش بیت‌کوین ظاهر شد.
او در سال ۲۰۲۰ در کتاب غیرداستانی با عنوان Kings of Crypto: One Startup's Quest to Take Cryptocurrency from Silicon Valley و Onto Wall Street دارای نقش اساسی بود.
آرمسترانگ و کوین‌بیس موضوع فیلم مستند با عنوان COIN: A Founder's Story به کارگردانی گرگ کوس بودند که برنده جایزه امی نیز شد.

### ریسرچ‌هاب
آرمسترانگ با سرمایه‌گذاری شخصی خودش، سایت تحقیقات علمی ریسرچ‌هاب را راه انداری نمود، مدلی مشابه ساختار مخازن در گیت‌هاب، که به موجب آن دسترسی راحت عموم به تحقیقات علمی را به همراه دارد (Open Science Community).

## دیدگاه‌های سیاسی
آرمسترانگ در تاریخ سپتامبر ۲۰۲۰ یک پست در وبلاگ خود نوشت که در آن صرافی کوین‌بیس را «شرکتی متمرکز بر مأموریتی مشخص» نامید و مخالفت خود را از فعالیت و بحث کارکنان در مورد مسائل سیاسی و اجتماعی در محل کار ابراز کرد. او به کارمندانی که از این سیاست و خط مشی ناراحت بودند، مزایای پایان خدمت جهت استعفا پیشنهاد کرد؛ در نتیجه، ۶۰ نفر از کارمندان (۵٪ از کل کارمندان) شرکت کوین‌بیس را ترک کردند. قبل از این، آرمسترانگ از جنبش جان سیاه‌پوستان مهم است است حمایت کرد و زمانی که جورج فلوید به قتل رسید، توییت کرد: «تصمیم گرفتم صحبت کنم. مایه شرمساری است که حتی در عصر حاضر نیاز به گفتن این مطلب وجود دارد، اما نژادپرستی، خشونت پلیس و عدالت نابرابر بی چون و چرا اشتباه است و ما باید برای حذف آنها از جامعه تلاش کنیم.»

## به رسمیت شناختن
در سال ۲۰۱۷، آرمسترانگ در سن ۳۴ سالگی، در فهرست ۴۰ فرد زیر ۴۰ سال مجله فرچون در رتبه ۱۰ قرار گرفت.